# Camila Dávalos
Camila Dávalos (Kentucky, Estados Unidos, 8 de septiembre de 1988) es una modelo estadounidense nacionalizada en Colombiade etnia caucásica. Es hermana gemela de la también modelo Mariana Dávalos. 

## Carrera
Nacida en Kentucky, Estados Unidos, Camila fue criada en la ciudad de Medellín, Colombia por sus padres Gonzalo Dávalos y Ruthy Urrea. Junto a su hermana gemela Mariana, inició en el modelaje desde su adolescencia. Tras quedar embarazada a la edad de 15 años, cursa por un hiato laboral, para regresar a la edad de 17 participando en campañas publicitarias de la marca de lencería Bésame. Desde 2011 las gemelas Dávalos se convirtieron en imagen de cuadernos y agendas escolares de la marca Scribe y han aparecido en la portada de famosas revistas en su país como SoHo y Mi Gente TV.
En el año 2018 inicia campañas exclusivas para las marcas Nike, Calvin Klein y Babalú.

## Vida personal
Camila está casada con David Salazar. Tiene dos hijos, David y Galilea. Para el año 2023 contaba con casi medio millón de seguidores en Instagram. Se encuentra actualmente radicada en Miami, Estados Unidos. A pesar de poseer una apretada agenda, trata de dedicar su tiempo no solo al trabajo. Se interesa en viajar, los deportes, el ejercicio aérobico, el reggaeton y la salsa, y la literatura moderna. No realiza reuniones ni interactúa con sus fans en redes sociales, afirmando que valora su privacidad. Adicionalmente, cuenta con un valor neto estimado actual que ronda aproximadamente en los 4 millones de dólares.
Residió en Miami, Estados Unidos durante un lapso de 3 años pero regresa en el 2022 a la ciudad de Medellín, realizando previamente un diplomado en negocios de moda en el Instituto Marangoni de Italia. Actualmente trabaja como asesora de imagen, modelo e influencer de vida fitness.